# Arvid Bengtsson (Oxenstierna)
Arvid Bengtsson (Oxenstierna), död 1401 eller senast den 19 maj 1402, var en svensk riddare och riksråd.

## Biografi
Arvid Bengtsson var son till Bengt Nilsson (Oxenstierna) och dennes hustru Ingeborg Nilsson (Sparre av Tofta). Han var gift med Birgitta Magnusdotter (Porse). Arvid Bengtsson omtalas i Bo Jonsson (Grip)s testamente som suppleant för sin systers make Karl Magnusson (Örnfot), som var en av de åtta världsliga stormän som jämte biskoparna i Linköping och Strängnäs utgjorde det exekutorskollegium som skulle överta Bo Jonssons gods. Arvid Bengtsson blev riddare 1387 eller 1388 och var liksom sin halvbror Sten Stensson (Bielke) ett av de ombud för de svenska stormännen som 1388 hyllade Drottning Margareta som svensk regent. Han tillfångatogs under kriget mellan henne och Albrekt av Mecklenburg i början av 1390-talet. Senast 1396 blev han riksråd. 1395 erhöll han Ängsö i samband med arvskiftet efter halvbrodern Sten Stensson, då denne blev lekbroder i Vadstena kloster. Ängsö var under senare år hans sätesgård.